# Notation musicale arménienne
La notation musicale arménienne est l'ensemble des procédés de transcription des œuvres musicales arméniennes.

## Histoire

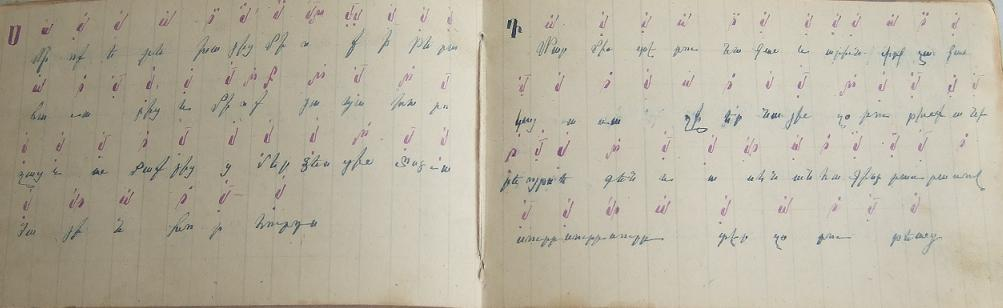
Exemple d'une partition de 1822 utilisant la notation arménienne créé par Hampartsum Limondjian au XIX.

Le plus ancien témoignage de l'existence d'une notation musicale arménienne remonte au Ve siècle après Jésus-Christ. Fauste de Byzance, dans son Histoire de l'Arménie, écrit que saint Sahak était « parfaitement versé dans les lettres des chanteurs », même si aucun manuscrit de cette période n'a survécu.